# Pegasus (mythologie)

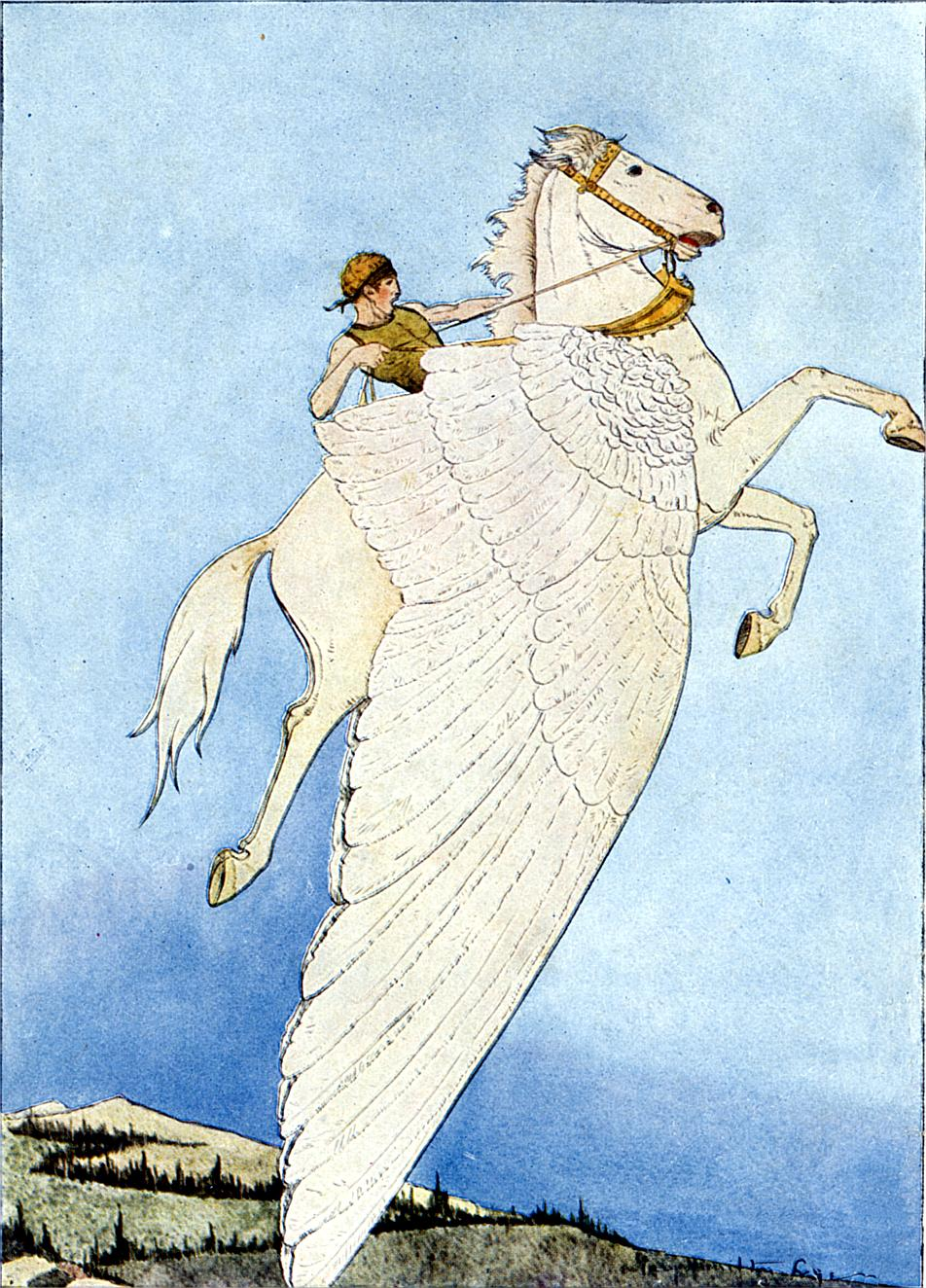
Pegasus, 1914

Pegasus of Pegasos (Oudgrieks: Πήγασος), in ouder Nederlands ook Pegaas, is een figuur uit de Griekse mythologie. Pegasus, het gevleugelde paard, ontstond uit een liefde tussen de gorgo Medusa en de zeegod Poseidon. Hij kwam ter wereld uit Medusa's bloed toen de held Perseus haar doodde.

## Rol in de mythologie
Zijn bekendste optreden is wellicht in de mythe van Bellerophon, waarin Bellerophon het dier vangt en temt zodat deze van dienst kan zijn in de strijd tegen de Chimaera en tegen de Amazonen. Bellerophon probeerde op Pegasus naar de Olympus te vliegen, maar de goden doorzagen de hoogmoedige daad van Bellerophon en stuurden een steekvlieg, die Pegasus onder de staart beet. Pegasus steigerde en Bellerophon viel eraf en stierf een gruwelijke dood (hoewel hij volgens sommige bronnen door de godin Athena werd gered).
Pegasus kwam wel op de Olympus aan en werd 'drager' van de bliksemschichten van Zeus.
De hoefslag van Pegasus schiep de bron Hippocrene.

## Overige religies
Ook buiten de Griekse mythologie bestaan verhalen over een gevleugeld en vliegend paard, onder meer Buraq, in de islam,

## Naam
Pegasus heeft zijn naam gegeven aan een van de sterrenbeelden aan het noordelijk halfrond Pegasus (sterrenbeeld). Hij is ook het dichterspaard, het rijdier van de dichters.

## Afbeeldingen

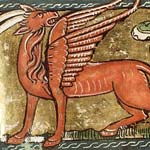
Pegasus, Ethiopië, 1350
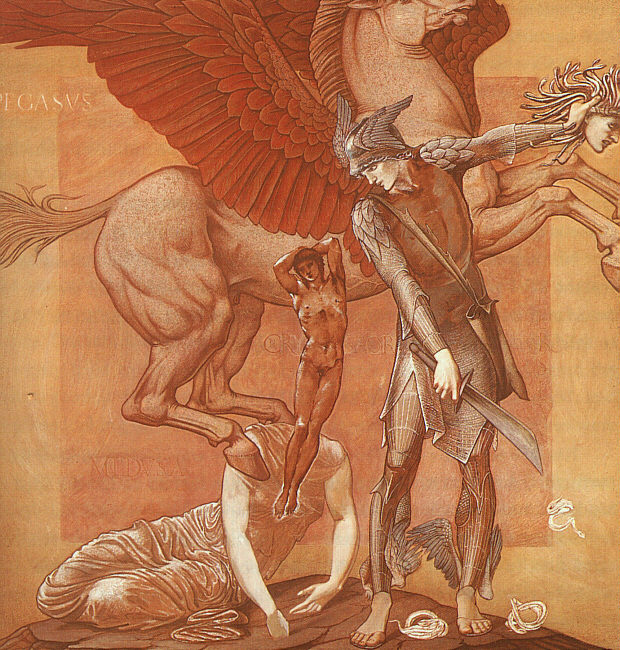
De geboorte van Pegasus en Chrysaor, Edward Burne-Jones, 1876-1885